# امامزاده شاهزاده حمزه
امامزاده شاهزاده حمزه مربوط به دوره قاجار است و در شهرستان ملارد  روستای شهرآباد واقع شده و این اثر در تاریخ ۱۱ شهریور ۱۳۸۲ با شمارهٔ ثبت ۹۹۰۱ به‌عنوان یکی از آثار ملی ایران به ثبت رسیده است.